# Toni Cottura/Diskografie
Diese Diskografie ist eine Übersicht über die musikalischen Werke des deutschen Musikproduzenten, Rappers und Sängers Toni Cottura und seiner Pseudonyme wie Smooth T oder T.C. Den Quellenangaben und Schallplattenauszeichnungen zufolge hat er bisher mehr als 4,4 Millionen Tonträger verkauft. Seine erfolgreichste Veröffentlichung ist die Single Get Down (You’re the One for Me) mit über einer Million verkaufter Einheiten.

## Singles

### Als Leadmusiker
| Jahr | Titel Album            | Höchstplatzierung, Gesamtwochen, AuszeichnungChartplatzierungen (Jahr, Titel, Album, Platzierungen, Wochen, Auszeichnungen, Anmerkungen) | Höchstplatzierung, Gesamtwochen, AuszeichnungChartplatzierungen (Jahr, Titel, Album, Platzierungen, Wochen, Auszeichnungen, Anmerkungen) | Höchstplatzierung, Gesamtwochen, AuszeichnungChartplatzierungen (Jahr, Titel, Album, Platzierungen, Wochen, Auszeichnungen, Anmerkungen) | Höchstplatzierung, Gesamtwochen, AuszeichnungChartplatzierungen (Jahr, Titel, Album, Platzierungen, Wochen, Auszeichnungen, Anmerkungen) | Höchstplatzierung, Gesamtwochen, AuszeichnungChartplatzierungen (Jahr, Titel, Album, Platzierungen, Wochen, Auszeichnungen, Anmerkungen) | Anmerkungen                                                                                      |
| Jahr | Titel Album            | DE | AT | CH | UK | US | Anmerkungen                                                                                      |
| ---- | ---------------------- | --- | --- | --- | --- | --- | ------------------------------------------------------------------------------------------------ |
| 1993 | Jetzt geht’s los –     | — | — | — | — | — | Erstveröffentlichung: 1993 mit David Fascher & Roland Sode als „04 Null“                         |
| 1994 | Don’t Stop the Music – | — | — | — | — | — | Erstveröffentlichung: 22. April 1994 mit Bülent Aris, Rodney Hardison & Balca Tözün als „2 Raff“ |
| 1997 | Da Partyboom –         | — | — | — | — | — | Erstveröffentlichung: 8. Februar 1997 feat. A.K.-S.W.I.F.T.                                      |
| 1998 | My Life –              | DE43 (5 Wo.)DE | — | — | — | — | Erstveröffentlichung: 18. Mai 1998 feat. Jan van der Toorn                                       |
| 1999 | On & On –              | — | — | — | — | — | Erstveröffentlichung: 8. Oktober 1999                                                            |
| 2000 | All I Want to Know –   | — | — | — | — | — | Erstveröffentlichung: 2000 mit Aleksandra Jovanovic & Craig Smart als „The 7″ Project“           |
| 2003 | Fly –                  | DE84 (7 Wo.)DE | — | — | — | — | Erstveröffentlichung: 5. Mai 2003                                                                |

### Als Gastmusiker
| Jahr | Titel Album                                      | Höchstplatzierung, Gesamtwochen, AuszeichnungChartplatzierungen (Jahr, Titel, Album, Platzierungen, Wochen, Auszeichnungen, Anmerkungen) | Höchstplatzierung, Gesamtwochen, AuszeichnungChartplatzierungen (Jahr, Titel, Album, Platzierungen, Wochen, Auszeichnungen, Anmerkungen) | Höchstplatzierung, Gesamtwochen, AuszeichnungChartplatzierungen (Jahr, Titel, Album, Platzierungen, Wochen, Auszeichnungen, Anmerkungen) | Höchstplatzierung, Gesamtwochen, AuszeichnungChartplatzierungen (Jahr, Titel, Album, Platzierungen, Wochen, Auszeichnungen, Anmerkungen) | Höchstplatzierung, Gesamtwochen, AuszeichnungChartplatzierungen (Jahr, Titel, Album, Platzierungen, Wochen, Auszeichnungen, Anmerkungen) | Anmerkungen                                                                                                 |
| Jahr | Titel Album                                      | DE | AT | CH | UK | US | Anmerkungen                                                                                                 |
| ---- | ------------------------------------------------ | --- | --- | --- | --- | --- | --- |
| 1992 | Let’s Get It On (Pullin’ That Trigger!) –        | — | — | — | — | — | Erstveröffentlichung: 1992 African Identity feat. Smooth T                                                  |
| 1996 | Get Down (You’re the One for Me) Backstreet Boys | DE5 Gold · (25 Wo.)DE | AT4 (14 Wo.)AT | CH7 (20 Wo.)CH | UK14 (12 Wo.)UK | — | Erstveröffentlichung: 30. April 1996 Verkäufe: + 1.000.000; Backstreet Boys feat. Smooth T                  |
| 1997 | He’s Comin’ Nana                                 | DE4 Gold · (17 Wo.)DE | AT14 (12 Wo.)AT | CH11 (13 Wo.)CH | — | — | Erstveröffentlichung: 1. September 1997 Verkäufe: + 250.000 Nana feat. Necatin, Alex Prince, Ski & T.C.     |
| 1997 | Bible in My Hand –                               | DE54 (4 Wo.)DE | — | — | — | — | Erstveröffentlichung: 24. November 1997 U.B.F. feat. Aleks, Alex, Cottura, Nana, Pappa Bear & Van der Toorn |

## Musikvideos
| Jahr | Titel                            | Regie          |
| ---- | -------------------------------- | -------------- |
| 1994 | Don’t Stop the Music             |                |
| 1996 | Get Down (You’re the One for Me) | Alan Calzatti  |
| 1997 | Da Partyboom                     | Patric Ullaeus |
| 1997 | He’s Comin’                      | Patric Ullaeus |
| 1997 | Bible in My Hand                 | Patric Ullaeus |
| 1998 | My Life                          | Patric Ullaeus |
| 2000 | All I Want to Know               |                |
| 2003 | Fly                              |                |

## Autorenbeteiligungen und Produktionen
Toni Cottura als Autor (A) und Produzent (P) in den Charts

| Jahr | Titel Interpretation                                                                          | Höchstplatzierung, Gesamtwochen, AuszeichnungChartplatzierungen (Jahr, Titel, Interpretation, Platzierungen, Wochen, Auszeichnungen, Anmerkungen) | Höchstplatzierung, Gesamtwochen, AuszeichnungChartplatzierungen (Jahr, Titel, Interpretation, Platzierungen, Wochen, Auszeichnungen, Anmerkungen) | Höchstplatzierung, Gesamtwochen, AuszeichnungChartplatzierungen (Jahr, Titel, Interpretation, Platzierungen, Wochen, Auszeichnungen, Anmerkungen) | Höchstplatzierung, Gesamtwochen, AuszeichnungChartplatzierungen (Jahr, Titel, Interpretation, Platzierungen, Wochen, Auszeichnungen, Anmerkungen) | Höchstplatzierung, Gesamtwochen, AuszeichnungChartplatzierungen (Jahr, Titel, Interpretation, Platzierungen, Wochen, Auszeichnungen, Anmerkungen) | Anmerkungen                                                                                    |
| Jahr | Titel Interpretation                                                                          | DE | AT | CH | UK | US | Anmerkungen                                                                                    |
| ---- | --------------------------------------------------------------------------------------------- | --- | --- | --- | --- | --- | ---------------------------------------------------------------------------------------------- |
| 1994 | Close to You A, P Fun Factory                                                                 | DE19 (15 Wo.)DE | — | — | UK97 (1 Wo.)UK | US46 (20 Wo.)US | Erstveröffentlichung: Juli 1994                                                                |
| 1994 | Take Your Chance A, P Fun Factory                                                             | DE18 (14 Wo.)DE | — | CH37 (4 Wo.)CH | — | US88 (12 Wo.)US | Erstveröffentlichung: August 1994                                                              |
| 1994 | Pain A, P Fun Factory                                                                         | DE24 (12 Wo.)DE | AT25 (3 Wo.)AT | — | — | — | Erstveröffentlichung: 27. Oktober 1994                                                         |
| 1995 | I Wanna B with U A, P Fun Factory                                                             | DE11 (25 Wo.)DE | AT18 (12 Wo.)AT | — | — | US45 (20 Wo.)US | Erstveröffentlichung: 20. April 1995                                                           |
| 1995 | Summer Party A Chak (Charlie, Andy & Kim)                                                     | DE96 (1 Wo.)DE | — | — | — | — | Erstveröffentlichung: 1995                                                                     |
| 1995 | Celebration A, P Fun Factory                                                                  | DE12 (21 Wo.)DE | — | — | — | US— aUS | Erstveröffentlichung: 17. August 1995                                                          |
| 1995 | Doh Wah Diddy P Fun Factory                                                                   | DE6 Gold · (16 Wo.)DE | AT11 (12 Wo.)AT | — | — | — | Erstveröffentlichung: 15. Dezember 1995 Verkäufe: + 250.000; Original: The Exciters            |
| 1996 | Don’t Go Away A, P Fun Factory                                                                | DE37 (15 Wo.)DE | AT31 (4 Wo.)AT | — | — | US93 (4 Wo.)US | Erstveröffentlichung: 11. April 1996                                                           |
| 1996 | Get Down (You’re the One for Me) A, P Backstreet Boys feat. Smooth T                          | DE5 Gold · (25 Wo.)DE | AT4 (14 Wo.)AT | CH7 (20 Wo.)CH | UK14 (12 Wo.)UK | — | Erstveröffentlichung: 30. April 1996 Verkäufe: + 1.000.000                                     |
| 1996 | I Love You A, P Fun Factory                                                                   | — | AT40 (1 Wo.)AT | — | — | — | Erstveröffentlichung: 24. Oktober 1996                                                         |
| 1996 | Hey DJ A, P Marky Mark                                                                        | DE58 (10 Wo.)DE | — | — | — | — | Erstveröffentlichung: 22. November 1996                                                        |
| 1996 | Darkman A, P Nana                                                                             | DE9 (17 Wo.)DE | — | CH20 (11 Wo.)CH | — | — | Erstveröffentlichung: 6. Dezember 1996                                                         |
| 1997 | Lonely A, P Nana                                                                              | DE1 Platin · (20 Wo.)DE | AT2 (12 Wo.)AT | CH1 (18 Wo.)CH | — | — | Erstveröffentlichung: 7. April 1997 Verkäufe: + 500.000                                        |
| 1997 | Light in Me A, P A.K.-S.W.I.F.T.                                                              | DE19 (14 Wo.)DE | AT30 (9 Wo.)AT | — | — | — | Erstveröffentlichung: 11. April 1997                                                           |
| 1997 | Here We Go A, P *NSYNC                                                                        | DE8 (12 Wo.)DE | AT8 (7 Wo.)AT | CH5 (9 Wo.)CH | — | — | Erstveröffentlichung: 5. Mai 1997                                                              |
| 1997 | Let It Rain A, P Nana                                                                         | DE12 (11 Wo.)DE | AT22 (10 Wo.)AT | CH48 (2 Wo.)CH | — | — | Erstveröffentlichung: 7. Juli 1997                                                             |
| 1997 | In the Game A, P A.K.-S.W.I.F.T.                                                              | DE33 (9 Wo.)DE | — | — | — | — | Erstveröffentlichung: 18. August 1997                                                          |
| 1997 | He’s Comin’ A, P Nana feat. Necatin, Alex Prince, Ski & T.C.                                  | DE4 Gold · (17 Wo.)DE | AT14 (12 Wo.)AT | CH11 (13 Wo.)CH | — | — | Erstveröffentlichung: 1. September 1997 Verkäufe: + 250.000                                    |
| 1997 | Cherish P Pappa Bear feat. Jan van der Toorn                                                  | DE2 Platin · (20 Wo.)DE | AT2 Gold · (16 Wo.)AT | CH2 Gold · (20 Wo.)CH | UK47 (1 Wo.)UK | — | Erstveröffentlichung: 13. Oktober 1997 Verkäufe: + 800.000; Original: Kool & the Gang          |
| 1997 | Bible in My Hand A, P U.B.F. feat. Aleks, Alex, Cottura, Nana, Pappa Bear & Jan van der Toorn | DE54 (4 Wo.)DE | — | — | — | — | Erstveröffentlichung: 24. November 1997                                                        |
| 1997 | Sweet Thang A, P Jonestown                                                                    | DE79 (7 Wo.)DE | — | — | — | — | Erstveröffentlichung: 24. November 1997                                                        |
| 1997 | Too Much Heaven P Nana                                                                        | DE2 Gold · (16 Wo.)DE | AT6 (12 Wo.)AT | CH7 (12 Wo.)CH | — | — | Erstveröffentlichung: 1. Dezember 1997 Verkäufe: + 250.000; Original: Bee Gees                 |
| 1998 | When the Rain Begins to Fall P Pappa Bear feat. Jan van der Toorn                             | DE9 (12 Wo.)DE | AT6 (13 Wo.)AT | CH16 (12 Wo.)CH | — | — | Erstveröffentlichung: 30. März 1998 Verkäufe: + 5.000; Original: Jermaine Jackson & Pia Zadora |
| 1998 | Remember the Time A, P Nana                                                                   | DE6 Gold · (13 Wo.)DE | AT10 (12 Wo.)AT | CH10 (11 Wo.)CH | — | — | Erstveröffentlichung: 6. April 1998 Verkäufe: + 250.000                                        |
| 1998 | My Life A, P Toni Cottura feat. Jan van der Toorn                                             | DE43 (5 Wo.)DE | — | — | — | — | Erstveröffentlichung: 18. Mai 1998                                                             |
| 1998 | Honey Luv P Pappa Bear feat. Jan van der Toorn                                                | DE60 (4 Wo.)DE | — | — | — | — | Erstveröffentlichung: 20. Juli 1998                                                            |
| 1998 | Dreams A, P Nana                                                                              | DE18 (9 Wo.)DE | — | — | — | — | Erstveröffentlichung: 17. August 1998                                                          |
| 1998 | U Drive Me Crazy A, P *NSYNC                                                                  | DE30 (10 Wo.)DE | — | CH29 (5 Wo.)CH | — | — | Erstveröffentlichung: 28. September 1998                                                       |
| 1998 | How We Livin’ A, P Alex Prince feat. Mazaya                                                   | DE30 (10 Wo.)DE | — | CH29 (5 Wo.)CH | — | — | Erstveröffentlichung: 28. September 1998                                                       |
| 1999 | Because I Love You P Ray Horton                                                               | DE25 (11 Wo.)DE | — | CH41 (3 Wo.)CH | — | — | Erstveröffentlichung: 10. August 1999 Original: Stevie B                                       |
| 1999 | I Cry A, P Ray Horton                                                                         | DE82 (7 Wo.)DE | — | — | — | — | Erstveröffentlichung: 25. Oktober 1999                                                         |
| 1999 | I Wanna Fly (Like an Eagle) A, P Nana                                                         | DE84 (1 Wo.)DE | — | — | — | — | Erstveröffentlichung: 15. November 1999                                                        |
| 2000 | Summer Jam A, P The Underdog Project                                                          | DE3 Platin · (17 Wo.)DE | AT10 (10 Wo.)AT | CH17 (18 Wo.)CH | UK14 (6 Wo.)UK | — | Erstveröffentlichung: 24. Juli 2000 Verkäufe: + 500.000                                        |
| 2000 | Tonight A, P The Underdog Project                                                             | DE55 (7 Wo.)DE | — | — | — | — | Erstveröffentlichung: 6. November 2000                                                         |
| 2000 | Everytime I Hear (Slow Jam) A, P Siesto                                                       | DE85 (3 Wo.)DE | — | — | — | — | Erstveröffentlichung: 11. Dezember 2000                                                        |
| 2001 | I Can’t Handle It A, P The Underdog Project                                                   | DE70 (3 Wo.)DE | — | — | — | — | Erstveröffentlichung: 1. März 2001                                                             |
| 2002 | Do You A, P Bro’Sis                                                                           | DE3 (13 Wo.)DE | AT5 (17 Wo.)AT | CH19 (15 Wo.)CH | — | — | Erstveröffentlichung: 25. Februar 2002                                                         |
| 2003 | Fly A, P Toni Cottura                                                                         | DE84 (7 Wo.)DE | — | — | — | — | Erstveröffentlichung: 5. Mai 2003                                                              |
| 2003 | Summer Jam 2003 A, P The Underdog Project vs. Sunclub                                         | DE86 (2 Wo.)DE | — | CH24 (8 Wo.)CH | — | — | Erstveröffentlichung: 23. Mai 2003 Verkäufe: + 300.000                                         |
| 2003 | Bounce A, P Sarah Connor feat. Mr. Freeman                                                    | DE12 (12 Wo.)DE | AT20 (14 Wo.)AT | CH14 (11 Wo.)CH | UK14 (5 Wo.)UK | US54 (10 Wo.)US | Erstveröffentlichung: 21. Juli 2003 Verkäufe: + 35.000                                         |
| 2004 | Saturday Night A, P The Underdog Project                                                      | — | — | — | UK19 (4 Wo.)UK | — | Erstveröffentlichung: 2. April 2004 Verkäufe: + 25.000                                         |
| 2012 | Summer Jam A R.I.O. feat. U-Jean                                                              | DE7 (20 Wo.)DE | AT2 (18 Wo.)AT | CH2 (17 Wo.)CH | — | — | Erstveröffentlichung: 27. Juli 2012                                                            |
| 2013 | Megamix A R.I.O.                                                                              | DE19 (4 Wo.)DE | AT19 (3 Wo.)AT | — | — | — | Erstveröffentlichung: 2. August 2013                                                           |
| 2019 | Summer Cem A Summer Cem feat. Luciano                                                         | DE6 Gold · (13 Wo.)DE | AT6 (10 Wo.)AT | CH6 (8 Wo.)CH | — | — | Erstveröffentlichung: 20. September 2019 Verkäufe: + 200.000; Original: Summer Jam             |
| 2025 | Summer Baby A, P Azet feat. The Underdog Project                                              | DE18 (2 Wo.)DE | AT51 (1 Wo.)AT | CH27 (1 Wo.)CH | — | — | Erstveröffentlichung: 26. Juni 2025                                                            |

## Promoveröffentlichungen
| Jahr | Titel Album         | Anmerkungen                                          |
| ---- | ------------------- | ---------------------------------------------------- |
| 1998 | Come into My Life – | Erstveröffentlichung: 1998 feat. Moraya & Pappa Bear |

## Sonderveröffentlichungen
| Jahr | Titel Album                                      | Anmerkungen                                                                    |
| ---- | ------------------------------------------------ | ------------------------------------------------------------------------------ |
| 1996 | Get Down (You’re the One for Me) Backstreet Boys | Erstveröffentlichung: 6. Mai 1996 Backstreet Boys feat. Smooth T               |
| 1997 | He’s Comin’ Nana                                 | Erstveröffentlichung: 19. Mai 1997 Nana feat. Necatin, Alex Prince, Ski & T.C. |
| 2006 | Quieres una aventura Face Off                    | Erstveröffentlichung: 1. September 2006 Corina feat. Toni Cottura              |

| Jahr | Titel Interpretation                               | Anmerkungen                                                   |
| ---- | -------------------------------------------------- | ------------------------------------------------------------- |
| 1996 | Come Again! Skibby feat. King Lover                | Erstveröffentlichung: 1996                                    |
| 1996 | Jump Around T.O.F.                                 | Erstveröffentlichung: 1996                                    |
| 1996 | Mirror of Love 2 Brothers on the 4th Floor         | Erstveröffentlichung: 1996 mit Bülent Aris als „Mastermindz“  |
| 1996 | Darkman Nana                                       | Erstveröffentlichung: 6. Dezember 1996                        |
| 1998 | Can’t Let Her Go Boyz II Men                       | Erstveröffentlichung: 8. Juni 1998                            |
| 1998 | How We Livin’ Alex Prince feat. Mazaya             | Erstveröffentlichung: 28. September 1998                      |
| 1999 | It’s On A.K.-S.W.I.F.T. feat. Mazaya               | Erstveröffentlichung: 4. Oktober 1999                         |
| 2000 | Pretty Young Boy Anna David                        | Erstveröffentlichung: 2000                                    |
| 2001 | 21 Seconds So Solid Crew                           | Erstveröffentlichung: 2001 mit Shahin Moshirian als „7Gemini“ |
| 2002 | I Feel So Good Mr. Freeman                         | Erstveröffentlichung: 2002 als „7Gemini“                      |
| 2002 | If I Could Go! Angie Martinez                      | Erstveröffentlichung: 2002 als „7Gemini“                      |
| 2002 | Play with Bootsy Bootsy Collins feat. Kelli Ali    | Erstveröffentlichung: 2002 als „7Gemini“                      |
| 2002 | You Bring Out the Best in Me Inessa                | Erstveröffentlichung: 2002 als „7Gemini“                      |
| 2002 | Didn’t I Daizz                                     | Erstveröffentlichung: 26. August 2002 als „7Gemini“           |
| 2003 | The Jump Off Lil’ Kim feat. Mr. Cheeks             | Erstveröffentlichung: 18. Februar 2003 als „7Gemini“          |
| 2003 | Gangsta Girl Daizz                                 | Erstveröffentlichung: 7. Juli 2003 als „7Gemini“              |
| 2003 | Turn Me On Rmxcrw feat. Ambush & Ebon-E            | Erstveröffentlichung: 18. August 2003 als „7Gemini“           |
| 2004 | The Roof Jason Anousheh                            | Erstveröffentlichung: 4. Oktober 2004 als „7Gemini“           |
| 2006 | This Letter (P.S. I Still Luv U) Vibekingz & Maliq | Erstveröffentlichung: 2006                                    |

## Statistik

### Chartauswertung
Interpretationen in den Singlecharts
|                       | DE    | AT    | CH    | UK    | US    |
| --------------------- | ----- | ----- | ----- | ----- | ----- |
| Nummer-eins-Singles   | DE—DE | AT—AT | CH—CH | UK—UK | US—US |
| Top-10-Singles        | DE2DE | AT1AT | CH1CH | UK—UK | US—US |
| Singles in den Charts | DE5DE | AT2AT | CH2CH | UK1UK | US—US |

|                       | DE     | AT     | CH     | UK    | US    |
| --------------------- | ------ | ------ | ------ | ----- | ----- |
| Nummer-eins-Singles   | DE1DE  | AT—AT  | CH1CH  | UK—UK | US—US |
| Top-10-Singles        | DE10DE | AT8AT  | CH6CH  | UK—UK | US—US |
| Singles in den Charts | DE37DE | AT18AT | CH17CH | UK5UK | US4US |

|                       | DE     | AT     | CH     | UK    | US    |
| --------------------- | ------ | ------ | ------ | ----- | ----- |
| Nummer-eins-Singles   | DE1DE  | AT—AT  | CH1CH  | UK—UK | US—US |
| Top-10-Singles        | DE12DE | AT9AT  | CH6CH  | UK—UK | US—US |
| Singles in den Charts | DE39DE | AT19AT | CH19CH | UK6UK | US4US |

### Auszeichnungen für Musikverkäufe
| Goldene Schallplatte - Australien - 1998: für die Produktion Cherish (Pappa Bear feat. Jan van der Toorn) - 2004: für die Autorenbeteiligung/Produktion Bounce (Sarah Connor) - Belgien - 2004: für die Autorenbeteiligung/Produktion Saturday Night (The Underdog Project) - Frankreich - 2003: für die Autorenbeteiligung/Produktion Summer Jam 2003 (The Underdog Project vs. Sunclub) - Niederlande - 2022: für die Autorenbeteiligung 100 SMSjes (Sigourney K feat. Ronnie Flex) - Neuseeland - 1998: für die Produktion When the Rain Begins to Fall (Pappa Bear feat. Jan van der Toorn) | Platin-Schallplatte - Belgien - 2003: für die Autorenbeteiligung/Produktion Summer Jam 2003 (The Underdog Project vs. Sunclub) - Neuseeland - 1998: für die Produktion Cherish (Pappa Bear feat. Jan van der Toorn) |

Anmerkung: Auszeichnungen in Ländern aus den Charttabellen bzw. Chartboxen sind in ebendiesen zu finden.
| Land/RegionAuszeichnungen für Musikverkäufe (Land/Region, Auszeichnungen, Verkäufe, Quellen) | Gold       | Platin     | Verkäufe  | Quellen                            |
| -------------------------------------------------------------------------------------------- | ---------- | ---------- | --------- | ---------------------------------- |
| Australien (ARIA)                                                                            | 2× Gold2   | —          | 70.000    | aria.com.au                        |
| Belgien (BRMA)                                                                               | —          | Platin1    | 50.000    | ultratop.be                        |
| Deutschland (BVMI)                                                                           | 5× Gold5   | 3× Platin3 | 2.850.000 | musikindustrie.de, Einzelnachweise |
| Frankreich (SNEP)                                                                            | Gold1      | —          | 250.000   | infodisc.fr                        |
| Niederlande (NVPI)                                                                           | Gold1      | —          | 40.000    | nvpi.nl                            |
| Neuseeland (RMNZ)                                                                            | Gold1      | Platin1    | 15.000    | aotearoamusiccharts.co.nz          |
| Österreich (IFPI)                                                                            | Gold1      | —          | 25.000    | ifpi.at                            |
| Schweiz (IFPI)                                                                               | Gold1      | —          | 25.000    | hitparade.ch                       |
| Insgesamt                                                                                    | 12× Gold12 | 5× Platin5 |           |                                    |